# Xian KJ-600
El Xian KJ-600 es una aeronave embarcada, de origen chino, bimotor turbohélice de ala fija, alta y plegable, tren de aterrizaje retráctil y en configuración triciclo, que actualmente se encuentra siendo desarrollada por la Xi'an Aircraft Industrial Corporation para cumplir con funciones de aeronave de transporte, entrega a bordo y alerta temprana y control aerotransportado a bordo de los portaaviones Tipo 003 de la Armada del Ejército Popular de Liberación de la República Popular China. Se trata de la primera aeronave de este tipo en el Ejército Popular de Liberación que tendrá la capacidad de ser embarcada.

## Desarrollo
En agosto de 2018 una maqueta de tamaño real de una aeronave KJ-600 fue vista sobre una recreación de hormigón a gran escala de la cubierta de un portaaviones de la Armada del Ejército Popular de Liberación en Wuhan, provincia de Hubei. Estas instalaciones de entrenamiento y prueba son utilizadas para determinar la compatibilidad electromagnética entre los diseños de nuevas aeronaves y la cubierta de un portaaviones. Posteriormente en 2020, un primer KJ-600 fue visto mediante imágenes satelitales dentro de la Base Aérea de Xian-Yanliang, sede del Establecimiento de Pruebas de Vuelo de China en el Distrito de Yanliang, provincia de Shaanxi. Desde allí, la Xi'an Aircraft Industrial Corporation lleva adelante el programa de pruebas de la aeronave, que finalmente realizó su primer vuelo el 29 de agosto de 2020. A lo largo de 2021 se informó que la aeronave continuó siendo sometida a pruebas en vuelo.

## Diseño
El KJ-600 es un avión embarcado de ala alta, recta y plegable, empenaje con cuatro estabilizadores verticales, dos motores turbohélice FWJ-6C y la particularidad de encontrarse diseñado con un gran radomo dorsal, para utilizar  un radar de barrido electrónico activo (AESA) con el que llevará a cabo su misión principal de funcionar como aeronave de alerta temprana y control aerotransportado desde los portaaviones de la Armada del Ejército Popular de Liberación. De esto llegar a concretarse, el KJ-600 se convertirá en el primero de su tipo en operar a bordo de un portaaviones chino. La aeronave tiene un gran parecido externo con el Grumman E-2 Hawkeye de origen estadounidense y que se encuentra en servicio con la Armada de los Estados Unidos desde 1964. Sin embargo, esto podría tratarse de un caso del principio de diseño "la forma sigue a la función" (en inglés, "form follows function") como el cancelado Yakolev Yak-44 de la Unión Soviética, aeronave que también compartió un diseño similar.

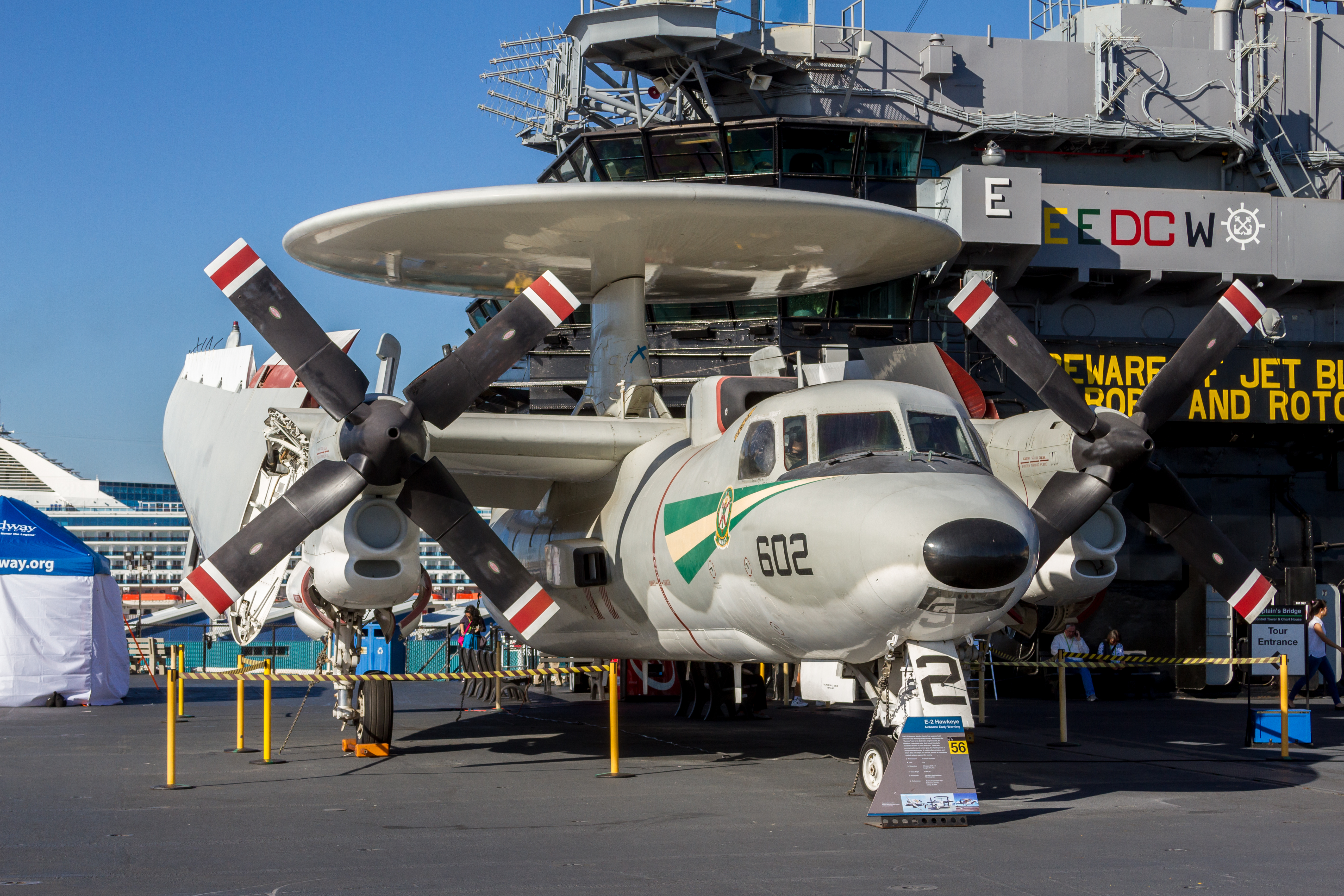
Un Grumman E-2 Hawkeye, aeronave similar al KJ-600, a bordo del Museo del USS Midway de la Armada de los Estados Unidos en San Diego, California.

## Historia operacional
El 29 de agosto de 2020 el primer KJ-600 realizó su primer vuelo y a lo largo de 2021 continuó siendo sometido a pruebas en vuelo. Si bien la aeronave aún se encuentra en su fase de desarrollo y pruebas, ya en septiembre de 2020, en The Diplomat, revista internacional de noticias en línea que cubre política, sociedad y cultura en la región del Indo-Pacífico, Rick Joe, experimentado seguidor de los desarrollos militares chinos, comentó que "aeronaves de ala fija y alerta temprana y control aerotransportado embarcadas en portaaviones son una parte vital y esencial para cualquier armada que busque desplegar un portaaviones robusto y capaz" y que la "capacidad para mejorar las capacidades ofensivas y defensivas de un grupo de portaaviones y la conciencia situacional general y la guerra centrada en la red, no tiene comparación con ningún otro tipo de plataforma que existirá en el futuro cercano". También, los analistas H. I. Sutton sostuvieron que el KJ-600 supondrá un gran impulso para la armada china, que "una vez que entren en servicio en los portaaviones, mejorarán en gran medida su conciencia situacional aérea y marítima y también las capacidades ofensivas y defensivas del grupo de portaaviones" . También se añadió que "la industria aeroespacial y militar china ciertamente ha demostrado su capacidad para desarrollar sistemas de alerta temprana y control aerotransportado bastante modernos y capaces para otras aplicaciones aéreas, navales y terrestres".

## Operadores
República Popular China
- Armada del Ejército Popular de Liberación[1]